# حدث ذات مرة في الأناضول (فلم)
حدث ذات مرة في الأناضول (بالإنجليزية: once upon a time in anatolia):هو فيلم تركي من إنتاج عام 2011 حاز على جائزة التحكيم الكبرى لمهرجان كان. وتصنيفه جريمة ودراما تدور أحداثها في أجواء من الواقعية الساحر والأجواء الريفية البسيطة.

## القصة
يحكي قصة بحث عن جثة. تم الاعتراف بإرتكاب جريمة القتل من قبل بداية الفيلم، لكن المشكلة في تحديد مكان المقتول. يبدأ الفيلم بثلاث سيارات تسير في طريق مجهول يخلو تماماً من أي معلم من معالم الحياة. في هذه السيارات نرى ضابط وطبيب ونائب عام وعدد من رجال الشرطة وحفاري قبور وشخصين متهمان بجريمة قتل. تتوقف السيارات لبرهة بأماكن عديدة في سهوب الأناضول ثم تتحرك مرة أخرى. أثناء توقفاتهم وتحركاتهم نستمع لشخصيات الفيلم وهي تتجاذب أطراف الحديث بحوار عفوي وبدون أي تكلف أو رسميات. وفي كل محادثة أو حوار نستمع إليه تتكشّف لنا شخصيات الفيلم شيئاً فشيئاً. يحاول الضابط أن يسأل القاتل في كل مرة إن كان هذا هو المكان الذي دفن فيه الجثة، ولكن القاتل بدا مشوش الذهن طوال فترة البحث وكان يغلبه النعاس أثناء تحركاتهم بالسيارة، ولم يتمكن من تحديد مكان دفنه للجثة.
هل ستطول رحلتهم في البحث عن الجثة؟ وهل سيجدونها؟
بحث عن الذات والآخر:
تكمن عبقرية هذا الفيلم الطويل اللافت، في تحول رحلتهم البوليسية هذه لرحلة اكتشاف للذات والآخر، حيث يجبرهم تجمعهم القسري والنادر طوال ليلة كاملة ونصف يوم آخر، لمناقشة مواضيع عديدة متداخلة ومتشعبة، منها كيفية تحضير اللبن، إعداد لحم الضأن، مشاكل التبول والبروستاتا، شؤون العائلة وقصص الزوجات والأطفال، المغامرات النسائية، الموت والانتحار، التراتبية الوظيفية والبيروقراطية، عناصر السلوك القويم، ما يصح وما لا يصح، ثم يناقشون بإسهاب تفاصيل عملهم اليومي. وقبيل الفجر يتوقفون في قرية مجاورة لتناول الطعام، وبعد الوجبة يتم تدريجيا اكتشاف ملابسات الجريمة ليلة وقوعها، حيث اقدم الجاني وشقيقه على قتل الضحية بعد توثيقها وهو في حالة سكر كامل، ويكشف سرا كبيرا عندما يعترف بأن ابن الضحية هو ابنه الغير شرعي، «فتش عن المرأة» يقول مفتش الشرطة معلقا.
تكمن روعة هذا الفيلم في التفاصيل التي قد تستدعي الملل في أفلام كثيرة أخرى، ولكنه هنا جاءت لافتة وجذابة وحافلة بالحوارات الطبيعية والإيماءات المثيرة للاهتمام: فعندما جلبت جثة القتيل للمشرحة، طلب المحقق من زوجة الضحية التعرف على جثة القتيل، فأجابت بعد تردد غامض وكأنها لا تعرفه، ثم طالب من كاتب السجلات أن يعطيها مقتنيات القتيل وملابسه، ودار قبل ذلك جدال مجازي حول تأثير عقار معين وتسببه عند أخذه بجرعات زائدة في حدوث جلطة قاتلة، حيث يبدو (وهذا هو السر الثاني الذي نكتشفه في سياق القصة ) وكان زوجة المدعي العام نفسها، قد أقدمت على الانتحار بتناولها لهذا العقار، ومباشرة بعد ولادة ابنتها، وكانه احتجاج صارخ فيما يبدو على علاقات زوجها النسائية المتعددة، ثم يعلق المدعي العام بسخرية حزينة: كم أن النساء قاسيات وينتقمن بطريقة غريبة.
أما المفاجأة الثالثة في هذا السرد السينمائي الواقعي الجميل، فتكمن في اكتشاف جراح المشرحة لوجود غبار في رئة الضحية، مما يعني انه دفن حيا، ولكنه لأسباب غامضة (وربما إنسانية)، وبطريقة غير متوقعة يمحي الطبيب المسؤول هذا الاكتشاف من سجلات التحقيق، ونشاهده يتابع من خلال النافذة، وبنظرات متعاطفة الأرملة المسكينة وابنها (ذي الاثنا عشر عاما ) وهما يسلكان منحنيا زراعيا باتجاه بيتهما، وحيث نلاحظ الفتى الصغير يرد بلامبالاة كرة ضالة لمجموعة تلاميذ يلعبون في مدرسة مجاورة، راكضا ببراءة للحاق بوالدته.

## الجوائز والترشيحات
يحتوي الفيلم على تحدي واضح يكمن أولا في طوله الذي يتجاوز الساعتين ونصف، وفي نمط تطور الأحداث خلال الساعة والنصف الأولى من التصوير الليلي، ومن ثم بعد انبلاج الفجر لليوم التالي، وبطريقة اعتماده للزمن الواقعي- الحقيقي لمجريات الأحداث. وبالإضافة لكون الفيلم يوثق زمنيا للأحداث بشكل تصاعدي-درامي، إلا أنه لا يتبع نمطا تقليديا في السرد السينمائي، حيث تحدث الأشياء برتم طبيعي، ودونما مداخلات وحذلقات سينمائية إبهاريه، من هنا فانه يعتبر فيلما رياديا، وقد استحق بجدارة جائزة التحكيم الكبرى في مهرجان كان، بالإضافة لأربع جوائز عالمية أخرى (كآسيا باسيفيك ومهرجان كارلوفي) كما أنه حصل على خمسة ترشيحات دولية كأحسن فيلم واحسن سيناريو.

## وصلات خارجية
- مقالات تستعمل روابط فنية بلا صلة مع ويكي بيانات